# Carlos Bilardo
Carlos Salvador Bilardo, argentinski nogometaš in trener, * 16. marec 1939, Buenos Aires, Argentina.
Bilardo je v svoji karieri igral za argentinske klube San Lorenzo, za katerega je odigral 174 prvenstvenih tekem in dosegel 12 golov, Deportivo Español in Estudiantes, za katerega je odigral 175 prvenstvenih tekem in dosegel 11 golov. 
Po končani igralski karieri je v Estudiantesu ostal kot trener leta 1971. Vodil je še klube Deportivo Cali, San Lorenzo, Sevilla FC in Boca Juniors. Vodil je tudi štiri državne reprezentance, kolumbijsko med letoma 1979 in 1981, argentinsko med letoma 1983 in 1990, gvatemalsko leta 1998 in libijsko med letoma 1999 in 2000. Argentinsko reprezentanco je popeljal do osvojitve naslova svetovnega prvaka leta 1986 in naslova svetovnega podprvaka leta 1990, v času njegovega vodenja reprezentance se je uveljavil Diego Maradona.